# Mléko z farmy
Mléko z farmy je společným projektem statkářů Ing. Jana Millera a Ing. Stanislava Němce. Mléko a mléčné produkty jsou distribuovány přímo koncovým zákazníkům pomocí chladicích vozů, které jezdí po předem daných trasách. Zákazník může produkt zakoupit na jedné ze zastávek vozu v čase určeném jízdním řádem. Projekt vznikl v roce 2010.

## Výroba a distribuce
V roce 2011 vykupoval projekt Mléko z farmy mléko od čtyř soukromých mléčných statkářů. Největším dodavatelem byl spoluzakladatel projektu Jan Miller se svým statkem ve Svrkyni. Další mléko pochází ze soukromých hospodářství rodiny Brodských z Nehvizd, Roubíčkových ze Staré Boleslavi a pana Strnada z Rostoklat.[zdroj?] Vykoupené mléko je poté dále zpracováváno v mlékárně rodiny Němců v Radonicích.
Výrobky jsou rozváženy pomocí pomalovaných aut, které se hlásí charakteristickým zvukovým signálem (kravské zvonce a bučení krav). 

## Sortiment
Sortiment tvoří mléko, sýry, jogurt, jogurtové a syrovátkové nápoje, kefír, tvaroh, pomazánka a ochucené krémy. Všechny výrobky jsou vyráběny z plnotučného pasterizovaného nehomogenizovaného mléka a neobsahují umělé stabilizátory či konzervační látky.

## Pokrytá lokalita
Služba v roce 2011 pokrývala oblast Prahy, Středních Čech, Liberce, Hradce Králové, Pardubic, Kutné Hory a okolních obcí.